# Championnats du monde de lutte 1993
Les Championnats du monde de lutte 1993 se sont tenus du 7 au 8 août 1993 à Stavern en Norvège pour la lutte féminine, du 25 au 28 août 1993 à Toronto au Canada pour la lutte libre et du 16 au 19 septembre 1993 à Stockholm en Suède pour la lutte gréco-romaine. 

## Hommes

### Lutte libre
| Épreuves | Or                      | Argent                     | Bronze                          |
| -------- | ----------------------- | -------------------------- | ------------------------------- |
| 48 kg    | Alexis Vila (CUB)       | Vugar Orujov (BLR)         | Jung Soon-won (KOR)             |
| 52 kg    | Valentin Yordanov (BUL) | Gholamreza Mohammadi (IRN) | Sergey Zambalov (RUS)           |
| 57 kg    | Terry Brands (USA)      | Shim Sang-ho (KOR)         | Tserenbaataryn Tsogtbayar (MGL) |
| 62 kg    | Tom Brands (USA)        | Lázaro Reinoso (CUB)       | Ramil Ataollin (UZB)            |
| 68 kg    | Akbar Fallah (IRN)      | Vadim Bogiyev (RUS)        | Chris Wilson (CAN)              |
| 74 kg    | Park Jang-soon (KOR)    | Dave Schultz (USA)         | Alberto Rodríguez (CUB)         |
| 82 kg    | Sabahattin Öztürk (TUR) | Sagid Katinovasov (RUS)    | Ruslan Khinchagov (UZB)         |
| 90 kg    | Melvin Douglas (USA)    | Eldar Kurtanidze (GEO)     | Makharbek Khadartsev (RUS)      |
| 100 kg   | Leri Khabelov (RUS)     | Ali Kayalı (TUR)           | Heiko Balz (GER)                |
| 130 kg   | Bruce Baumgartner (USA) | Mirabi Valiyev (UKR)       | Andrey Shumilin (RUS)           |

### Lutte gréco-romaine
| Épreuves | Or                      | Argent                    | Bronze                      |
| -------- | ----------------------- | ------------------------- | --------------------------- |
| 48 kg    | Wilber Sánchez (CUB)    | Zafar Guliyev (RUS)       | Sim Kwon-ho (KOR)           |
| 52 kg    | Raúl Martínez (CUB)     | Armen Nazaryan (ARM)      | Alfred Ter-Mkrtychyan (GER) |
| 57 kg    | Aghasi Manukyan (ARM)   | Aleksandr Ignatenko (RUS) | Mikael Lindgren (FIN)       |
| 62 kg    | Sergey Martynov (RUS)   | Ender Memet (ROU)         | Juan Marén (CUB)            |
| 68 kg    | Islam Dugushiev (RUS)   | Kamandar Madzhidov (BLR)  | Ghani Yalouz (FRA)          |
| 74 kg    | Nestor Almanza (CUB)    | Józef Tracz (POL)         | Yvon Riemer (FRA)           |
| 82 kg    | Hamza Yerlikaya (TUR)   | Daulet Turlykhanov (KAZ)  | Murat Kardanov (RUS)        |
| 90 kg    | Gogi Koguashvili (RUS)  | Maik Bullmann (GER)       | Tengiz Tedoradze (GEO)      |
| 100 kg   | Mikael Ljungberg (SWE)  | Ibragim Shavkhalov (RUS)  | Andrzej Wroński (POL)       |
| 130 kg   | Aleksandr Karelin (RUS) | Sergei Mureiko (MDA)      | Tomas Johansson (SWE)       |

## Femmes
| Épreuves | Or                    | Argent                    | Bronze                       |
| -------- | --------------------- | ------------------------- | ---------------------------- |
| 44 kg    | Shoko Yoshimura (JPN) | Trine Strand (NOR)        | Tatiana Karamtshakova (RUS)  |
| 47 kg    | Zhong Xiue (CHN)      | Tricia Saunders (USA)     | Tetey Alibekova (RUS)        |
| 50 kg    | Anna Gomis (FRA)      | Shannon Williams (USA)    | Yoshiko Endo (JPN)           |
| 53 kg    | Line Johansen (NOR)   | Akemi Kawasaki (JPN)      | Wendy Izaguirre (VEN)        |
| 57 kg    | Gudrun Høie (NOR)     | Olga Lugo (VEN)           | Huang Ai-chun (TPE)          |
| 61 kg    | Nikola Hartmann (AUT) | Isabelle Dourthe (FRA)    | Lene Barlie (NOR)            |
| 65 kg    | Wang Chaoli (CHN)     | Elmira Kurbanova (RUS)    | Janna Penny (CAN)            |
| 70 kg    | Yayoi Urano (JPN)     | Christine Nordhagen (CAN) | Chen Chin-ping (TPE)         |
| 75 kg    | Liu Dongfeng (CHN)    | Mikiko Miyazaki (JPN)     | Linda Johnsen-Holmeide (NOR) |